# Banje (arheološko nalazište)
Banje, arheološko nalazište u uvali imena Banje Rogaču, Šolta, zaštićeno kulturno dobro.

## Opis
U uvali „Banje“ u Rogaču na otoku Šolti, u neposrednoj blizini plaže, nalaze se ostatci antičke ville rustice. Pod kućom i u kući (koja je nekada pripadala ing. Vicku Dvorniku, a prije adaptacije koristila se za potrebe bivšeg odmarališta „Jugoplastika“) bili su vidljivi ostatci antičkih zidova te antičke cisterne građene od fino uslojenoga kamenja, obložene debelim slojem vodonepropusne žbuke. Većina ovih arhitektonskih ostataka porušena je prilikom gradnje spomenutog odmarališta. Do danas je ostao očuvan i vidljiv antički zid dužine 17 m i visine oko 0,5 m koji se nalazi južno od objekta odmarališta. Prilikom iskopa za temelje restorana pronađeni su također temelji zidova te jedan kasnoantički kapitel. Uz brojne ulomke antičke keramike pronađeno je i nekoliko manjih površina prekrivenih mozaikom. Prema pričanju lokalnoga stanovništva, zidovi su se nalazili i u moru, sa sjeverozapadne strane uvale, a pretpostavlja se da se radi o ostatcima pristaništa. Zapadno od kompleksa pronađeni su grobovi u amforama. Na temelju istraživanja provedenih za potrebe proširenja restorana 1986. godine može se zaključiti da se u uvali „Banje“ u Rogaču nalaze ostatci kasnoantičke ville rustice, 3. – 4. st. poslije Krista. Godine 2011. obavljena su zaštitna arheološka istraživanja na zaštićenome području u kojima su pronađeni ostatci mozaika te ostatci dijela termalnoga kompleksa s ostatcima hipokausta. S obzirom na svoj položaj te ostatke mozaika i kapitela, villa je vjerojatno bila luksuznijega karaktera. Središnji dio kompleksa, okrenut prema moru, najvjerojatnije je imao otvoren trijem, a analogija se može pronaći u kompleksu na Bilicama blizu Šibenika.

## Zaštita
Pod oznakom Z-5931 zavedeno je kao nepokretno kulturno dobro – pojedinačno, pravna statusa zaštićena kulturnog dobra, klasificirano kao "arheološka baština".